# ملكة جمال الولايات المتحدة الأمريكية 2017
ملكة جمال الولايات المتحدة الأمريكية 2017 (بالإنجليزية: Miss USA 2017)‏ هي مسابقة ملكة جمال الولايات المتحدة الأمريكية السادسة والستين في تاريخ مسابقة ملكة جمال الولايات المتحدة الأمريكية منذ انطلاقتها عام 1952، عقدت مسابقة في مركز ماندالاي باي للمناسبات في لاس فيغاس، نيفادا. 14 مايو 2017, قدم الحفل كل من تيرينس جي وجوليان هوف ، بينما عادت آشلي غراهام أيضًا كمضيف خلف الكواليس، كل ذلك للعام الثاني على التوالي.
بريت إلدريدج، وبيتبول، وممثل مايكل جاكسون: واحد من سيرك دو سولي.
في نهاية الحدث توجت كارا مكولو من مقاطعة كولومبيا من قبل ملكة الجمال السابقة. ديشونا باربر من مقاطعة كولومبيا مثلت كارا ماكالو بلدها الولايات المتحدة في مسابقة ملكة جمال الكون 2017 ، واحلت في مركز الوصيفة الأولى. هذه هي المرة الأولى التي تتوج فيها الولاية الفوز باللقب بنسابقة ملكة جمال الولايات المتحدة الأمريكية بصورة متتالي منذ فازت ممثلات ولاية تكساس باللقب في عامي 1988 و 1989. استضافت مكلة جمال ويسكونسن الولايات المتحدة الأمريكية، وديشونا باربر المسابقة التمهيدية التي عقدت في 11 مايو 2017.

## النتائج

### المراكز النهائية
| النتائج النهائية                          | المتنافسة |
| ----------------------------------------- | --- |

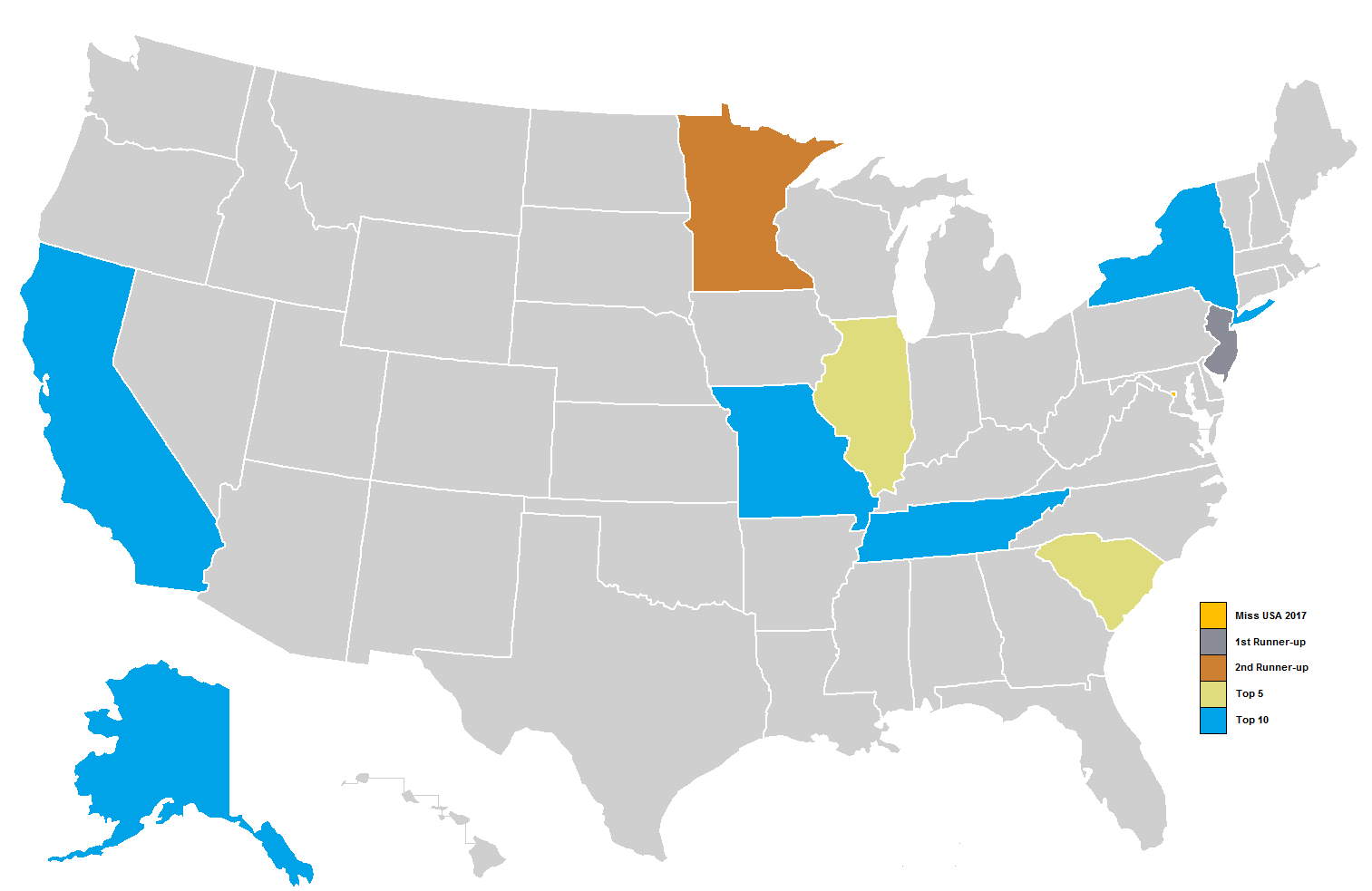
نتائج مسابقة ملكة جمال الولايات المتحدة الأمريكية 2017

| ملكة جمال الولايات المتحدة الأمريكية 2017 | - مقاطعة كولومبيا - كارا ماكولو                                                                                                 |
| الوصيفة الأولى                            | - نيو جيرسي - تشافي فيرغ |
| الوصيفة الثانية                           | - مينيسوتا - ميريديث غولد |
| أفضل 5                                    | - إلينوي - ويتني واندلاند - كارولاينا الجنوبية - ميغان جوردون                                                                   |
| أفضل 10                                   | - ألاسكا - أليسا لندن - كاليفورنيا - أنديانا ويليامز - ميزوري - بايلي دايتون - نيويورك - هانا لوبا - تينيسي - آلي سوتون هيثكوات |

### جائزة خاصة
| جائزة             | متنافسة                                        |
| ----------------- | ---------------------------------------------- |
| ملكة جمال اللطافة | - ميزوري - بايلي دايتون - وايومنغ - ميكايلا شو |

### ترتيب الإعلانات
| 1. مينيسوتا 2. نيو جيرسي 3. ميزوري 4. تينيسي 5. كاليفورنيا 6. واشنطن العاصمة 7. كارولاينا الجنوبية 8. نيويورك 9. إلينوي 10. ألاسكا | 1. مينيسوتا 2. إلينوي 3. كارولاينا الجنوبية 4. واشنطن العاصمة 5. نيو جيرسي | 1. واشنطن العاصمة 2. مينيسوتا 3. نيو جيرسي |  |

## الخلفية

### اختيار المشاركين
تم اختيار متسابقات من 50 ولاية ومقاطعة كولومبيا في مسابقات الولايات التي بدأت في يوليو 2016 وانتهت في فبراير 2017. كانت مسابقة ملكة الولاية الأولى فلوريدا ، التي عقدت في 16 يوليو 2016 ، وكانت المسابقة النهائية ألاسكا ، التي عقدت في 4 فبراير ، 2017 ؛ ثمانية منهم كانوا فائزات سابقات في مسابقة ملكة جمال مراهقات الولايات المتحدة الأمريكية ، ثلاثة منهم كانوا من حاملي لقب ملكة جمال أمريكا سابقًا وواحد منهم كان حاملة لقب ملكة جمال مراهقات أمريكا سابقاً .
تم تعيين حاملة اللقب ولاية واحدة كبديل بعد أن كان المالك الأصلي غير قادر على المنافسة. كانت جينيسيس دافيلا هي الفائزة الأصلية لملكة جمال فلوريدا الولايات المتحدة الأمريكية 2017 ، وقد تم استبعادها بعد فترة وجيزة من فوزها باللقب وتم الكشف عن أنها استأجرت فنانين مكياج محترفين بدلاً من ذلك للقيام بنفسها. تم استبدالها بمتسابقة لينيت دي لوس سانتوس ، الوصيفة الأولى لمسابقة ملكة جمال فلوريدا الولايات المتحدة الأمريكية 2017. فازت دافيلا لاحقًا باللقب في العام التالي وتنافسة في مسابقة ملكة جمال الولايات المتحدة الأمريكية 2018.

## المتسابقات
قائمة متسابقات ملكة جمال الولايات المتحدة الأمريكية 2017.
| الولاية            | اسم المتسابقة       | العمر | الطول                  | بلد المنشأ     | المركز                                    | ملاحظات                                                                                         |
| ------------------ | ------------------- | ----- | ---------------------- | -------------- | ----------------------------------------- | ----------------------------------------------------------------------------------------------- |
| ألاباما            | بايلي سميث          | 20    | 5 قدم 7 بوصة (1.70 م)  | توسكالوسا      |                                           |                                                                                                 |
| ألاسكا             | أليسا لندن          | 27    | 5 قدم 8 بوصة (1.73 م)  | أنكوريج        | أفضل 10                                   | أولا فتاة من تلينجيت ملكة جمال ألاسكا بالولايات المتحدة الأمريكية                               |
| أريزونا            | تومي لين كالهون     | 27    | 5 قدم 7 بوصة (1.70 م)  | توسان          |                                           |                                                                                                 |
| أركنساس            | آرين جونسون         | 20    | 5 قدم 8 بوصة (1.73 م)  | هت سبرينغز     |                                           | سابقًا ملكة جمال مراهقات أركنساس في الولايات المتحدة الأمريكية 2015                              |
| كاليفورنيا         | إنديا ويليامز       | 20    | 6 قدم 0 بوصة (1.83 م)  | لافاييت        | أفضل 10                                   |                                                                                                 |
| كولورادو           | سابرينا يانسن       | 21    | 5 قدم 10 بوصة (1.78 م) | دنفر           |                                           |                                                                                                 |
| كونيتيكت           | أولغا ليتفينينكو    | 27    | 5 قدم 10 بوصة (1.78 م) | غرينتش         |                                           | سابقًا ملكة جمال مراهقات كونيكتيكت الولايات المتحدة الأمريكية 2007                               |
| ديلاوير            | ميا جونز            | 21    | 5 قدم 11 بوصة (1.80 م) | بير            |                                           | سابقا ملكة جمال مراهقات ديلاوير الولايات المتحدة الأمريكية 2014                                 |
| مقاطعة كولومبيا    | كارا ماكولو         | 25    | 5 قدم 10 بوصة (1.78 م) | واشنطن العاصمة | ملكة جمال الولايات المتحدة الأمريكية 2017 |                                                                                                 |
| فلوريدا            | لينيت دي لوس سانتوس | 25    | 5 قدم 6 بوصة (1.68 م)  | ميامي          |                                           |                                                                                                 |
| جورجيا             | ديانا جونسون        | 21    | 6 قدم 0 بوصة (1.83 م)  | هازلهورست      |                                           |                                                                                                 |
| هاواي              | جولي كو             | 23    | 5 قدم 7 بوصة (1.70 م)  | هونولولو       |                                           |                                                                                                 |
| ايداهو             | كاسي لويس           | 26    | 5 قدم 7 بوصة (1.70 م)  | موسكو          |                                           |                                                                                                 |
| إلينوي             | ويتني واندلاند      | 25    | 5 قدم 7 بوصة (1.70 م)  | شيكاغو         | أفضل 5                                    |                                                                                                 |
| إنديانا            | بريتاني وينشستر     | 27    | 5 قدم 6 بوصة (1.68 م)  | إنديانابوليس   |                                           |                                                                                                 |
| أيوا               | كيلسي ويير          | 26    | 5 قدم 7 بوصة (1.70 م)  | ويست دي موينز  |                                           |                                                                                                 |
| كانساس             | كاثرين كارمايكل     | 26    | 6 قدم 1 بوصة (1.85 م)  | مانهاتن        |                                           | سابقًا ملكة جمال كانساس وورلد أمريكا 2015                                                        |
| كنتاكي             | مادلين مايرز        | 22    | 5 قدم 9 بوصة (1.75 م)  | لويفيل         |                                           |                                                                                                 |
| لويزيانا           | بيثاني تراهان       | 21    | 5 قدم 4 بوصة (1.63 م)  | ليك تشارلز     |                                           |                                                                                                 |
| مين                | بروك هاريس          | 26    | 5 قدم 6 بوصة (1.68 م)  | لي             |                                           |                                                                                                 |
| ميريلاند           | أدريانا ديفيد       | 22    | 5 قدم 8 بوصة (1.73 م)  | روكفيل         |                                           | لاحقًا ملكة جمال ماريلاند 2018                                                                   |
| ماساتشوستس         | جوليا سكاباروتي     | 24    | 5 قدم 8 بوصة (1.73 م)  | بيبودي         |                                           |                                                                                                 |
| ميشيغان            | كريستا فيرجسون      | 24    | 5 قدم 9 بوصة (1.75 م)  | ديترويت        |                                           |                                                                                                 |
| مينيسوتا           | ميريديث جولد        | 22    | 5 قدم 11 بوصة (1.80 م) | مينيابوليس     | الوصيفة الثانية                           | سابقًا ملكة جمال مراهقات داكوتا الجنوبية المتميزة 2012 سابقًا ملكة جمال ساوث داكوتا الجنوبية 2014 |
| ميسيسيبي           | اشلي هامبي          | 24    | 5 قدم 8 بوصة (1.73 م)  | ماديسون        |                                           |                                                                                                 |
| ميزوري             | بايلي دايتون        | 23    | 5 قدم 9 بوصة (1.75 م)  | ليز ساميت      | أفضل 10                                   | أول أمريكية من أصل أفريقي ميزوري الولايات المتحدة الأمريكية                                     |
| مونتانا            | بروك بيزانسون       | 20    | 5 قدم 10 بوصة (1.78 م) | ميسولا         |                                           |                                                                                                 |
| نبراسكا            | ياسمين فيولبيرث     | 20    | 5 قدم 6 بوصة (1.68 م)  | نورفولك        |                                           | سابقًا ملكة جمال مراهقات نبراسكا الولايات المتحدة الأمريكية 2013                                 |
| نيفادا             | لورين يورك          | 23    | 5 قدم 9 بوصة (1.75 م)  | بريم           |                                           |                                                                                                 |
| نيو هامبشاير       | سارة موسيو          | 26    | 5 قدم 7 بوصة (1.70 م)  | بورتسموث       |                                           |                                                                                                 |
| نيو جيرسي          | تشافي فيرج          | 20    | 5 قدم 9 بوصة (1.75 م)  | إديسون         | الوصيفة الأولى                            |                                                                                                 |
| نيو مكسيكو         | اشلي مورا           | 25    | 5 قدم 7 بوصة (1.70 م)  | ألباكركي       |                                           | سابقًا ملكة جمال نيو مكسيكو وورلد 2015                                                           |
| نيويورك            | هانا لوبا           | 25    | 5 قدم 8 بوصة (1.73 م)  | سبنسربورت      | أفضل 10                                   |                                                                                                 |
| كارولاينا الشمالية | كاتي كوبل           | 27    | 5 قدم 7 بوصة (1.70 م)  | شارلوت         |                                           | سابقًا ملكة جمال مراهقات كارولاينا الشمالية الولايات المتحدة الأمريكية 2007                      |
| داكوتا الشمالية    | راكيل ويلينتين      | 24    | 5 قدم 9 بوصة (1.75 م)  | فارغو          |                                           |                                                                                                 |
| أوهايو             | دينالي باكستر       | 24    | 5 قدم 7 بوصة (1.70 م)  | وينتشستر       |                                           |                                                                                                 |
| أوكلاهوما          | أليكس سميث          | 20    | 5 قدم 8 بوصة (1.73 م)  | موريلاند       |                                           |                                                                                                 |
| أوريغون            | إليزابيث ديني       | 26    | 5 قدم 9 بوصة (1.75 م)  | روزبيرغ        |                                           |                                                                                                 |
| بنسيلفانيا         | كاساندرا انجست      | 23    | 5 قدم 8 بوصة (1.73 م)  | فيسترفيل       |                                           |                                                                                                 |
| رود آيلاند         | كيلسي سوانسون       | 23    | 5 قدم 7 بوصة (1.70 م)  | كرانستون       |                                           |                                                                                                 |
| كارولينا الجنوبية  | ميغان جوردون        | 23    | 5 قدم 9 بوصة (1.75 م)  | نورث أوغوستا   | أفضل 5                                    | لاحقًا ملكة جمال كارولينا الجنوبية العالمية 2019                                                 |
| داكوتا الجنوبية    | تيسا دي             | 26    | 5 قدم 7 بوصة (1.70 م)  | ميتشل          |                                           | سابقًا ملكة جمال داكوتا الجنوبية 2013                                                            |
| تينيسي             | ألي-ساتون هيثكوت    | 25    | 5 قدم 7 بوصة (1.70 م)  | فرانكلين       | أفضل 10                                   |                                                                                                 |
| تكساس              | نانسي غونزاليس      | 27    | 5 قدم 7 بوصة (1.70 م)  | فريبورت        |                                           |                                                                                                 |
| يوتا               | بايلي جنسن          | 23    | 5 قدم 11 بوصة (1.80 م) | جوردن الجنوبية |                                           | ابنة ملكة جمال الولايات المتحدة الأمريكية 1989 جريتشن بولهيموس                                  |
| فيرمونت            | ماديسون كوتا        | 21    | 5 قدم 10 بوصة (1.78 م) | بولس فالس      |                                           | سابقًا ملكة جمال مراهقات فيرمونت الولايات المتحدة الأمريكية 2014                                 |
| فرجينيا            | جاكلين كارول        | 23    | 5 قدم 8 بوصة (1.73 م)  | ستاناردسفيل    |                                           | سابقًا ملكة جمال مراهقات فيرجينيا الولايات المتحدة الأمريكية 2010                                |
| واشنطن             | أليكس كارلسون-حلو   | 23    | 5 قدم 8 بوصة (1.73 م)  | ميل كريك       |                                           | سابقًا ملكة جمال مراهقات واشنطن الولايات المتحدة الأمريكية 2012                                  |
| فرجينيا الغربية    | لورين روش           | 22    | 5 قدم 9 بوصة (1.75 م)  | ميسون          |                                           | لاحقًا ملكة جمال عالم بنسلفانيا 2019                                                             |
| ويسكونسن           | سكايلر ويت          | 19    | 5 قدم 7 بوصة (1.70 م)  | سكوفيلد        |                                           |                                                                                                 |
| وايومنغ            | ميكيلا شو           | 23    | 5 قدم 7 بوصة (1.70 م)  | كاسبر          |                                           | سابقا ملكة جمال وايومنغ 2015                                                                    |

## روابط خارجية
- موقع ملكة جمال الولايات المتحدة الأمريكية الرسمي